# Hip hop palestino

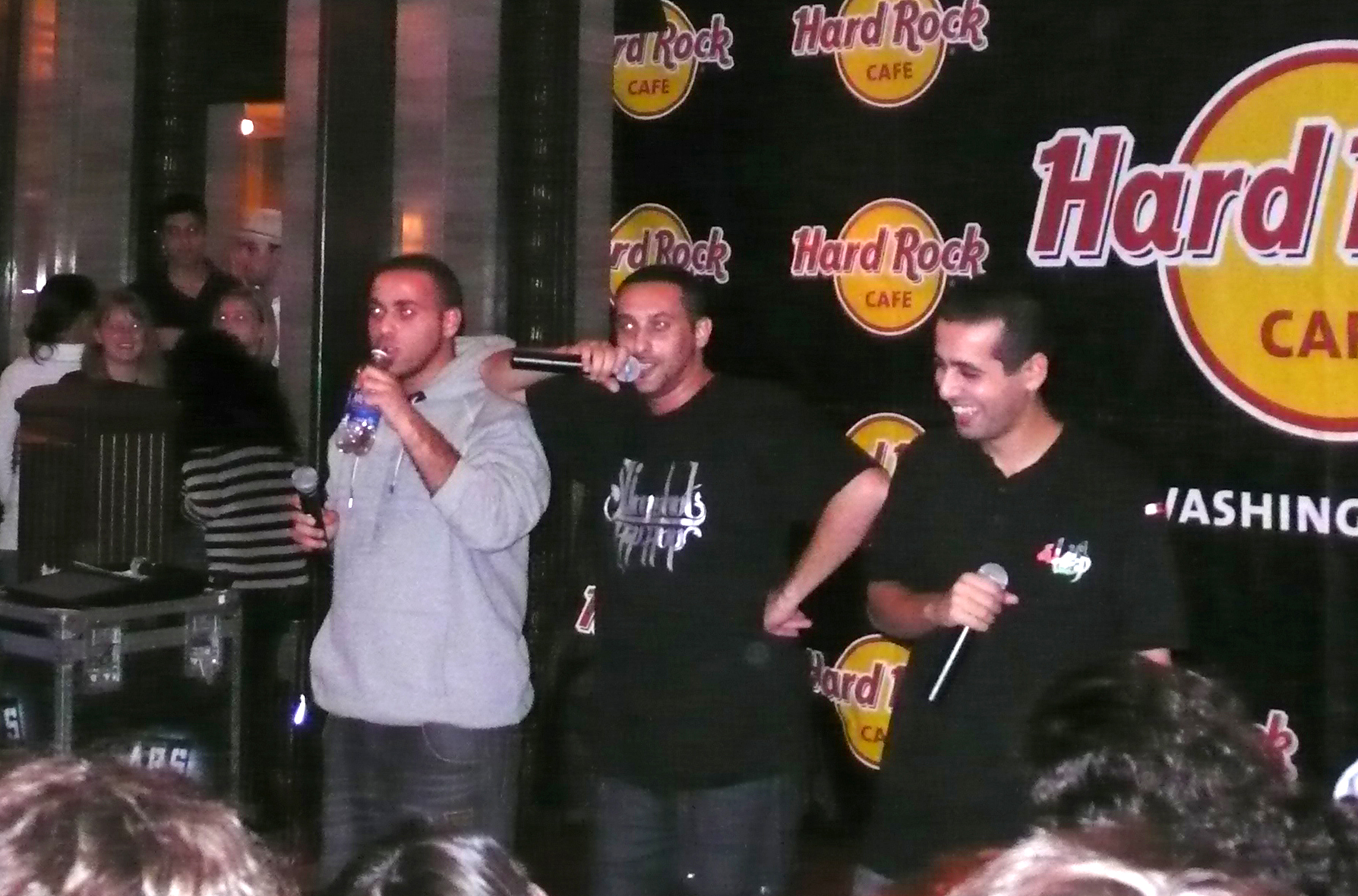
DAM en un concierto en 2008.

El hip hop palestino nació en 1998 con el grupo DAM, liderado por el rapero Tamer Nafar. Estos jóvenes palestinos forjaron un nuevo subgénero de la música palestina mezclando melodías árabes y ritmos de hip hop. Las canciones del hip hop palestino a menudo utilizan frases en árabe, hebreo e inglés, y ocasionalmente en francés. Desde su nacimiento, este nuevo subgénero musical palestino se ha expandido hasta incluir grupos y cantantes de Palestina, Israel, Reino Unido, Estados Unidos y Canadá.  
Influenciados por el rap old school surgido en Nueva York en los años setenta, "los jóvenes músicos palestinos han adaptado el estilo para expresar sus propias quejas sobre el clima social y político en el que viven y trabajan". El hip hop palestino trabaja para desafiar los estereotipos y propiciar el diálogo en el conflicto palestino-israelí. Sus artistas se han visto fuertemente influenciados por los mensajes de los raperos estadounidenses. Tamer Nafar comenta que “cuando oí a Tupac cantar “It's a White Man's World” (Es un Mundo del Hombre Blanco) decidí tomarme el hip hop en serio”. Además de las influencias estadounidenses, el hip hop palestino también incluye elementos de la música palestina en particular y árabe en general, incluidos el “zajal, mawwal y saj” que son comparables al árabe hablado, así como la percusión y el lirismo de música árabe.  

## Contexto

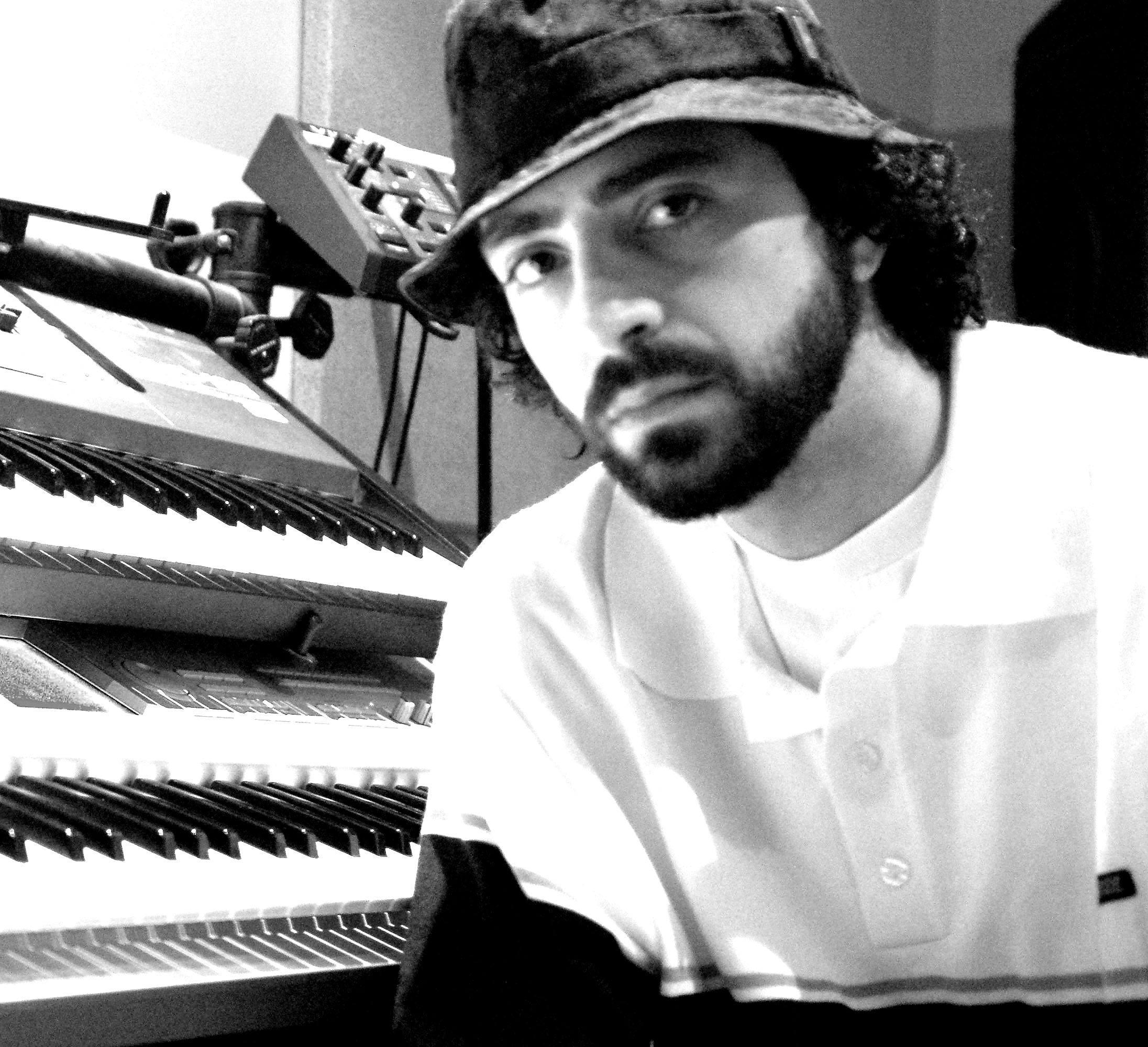
El rapero y productor palestino-estadounidense Fredwreck.

A lo largo de la historia, la música ha servido como acompañamiento integral a varios rituales y ceremonias sociales y religiosas de la sociedad palestina. Muchos de los instrumentos de cuerda utilizados en la música tradicional palestina se han sampleado para crear los ritmos del hip hop tanto palestino como israelí, en un claro ejemplo de lo que es un proceso de localización. Igual que la percusión característica de la lengua hebrea se enfatiza en el hip hop judío israelí, la música palestina ha girado siempre en torno a la especificidad rítmica y el suave tono melódico de la lengua árabe. “Musicalmente hablando, las canciones palestinas son normalmente melodías puras interpretadas monofónicamente con complejas ornamentaciones vocales y poderosos ritmos de percusión”. La presencia de una tambor manual en la música tradicional palestina indica una estética cultural propicia para la percusión vocal, verbal e instrumental que es el fundamento del hip hop. Este hip hop se une a una “tradición más antigua de música árabe revolucionaria y underground y de canciones con carga política que han apoyado la resistencia palestina”. Este subgénero ha ayudado a defender la lucha por la liberación palestina a través de la música.

## Temas
Muchos cantantes de hip hop palestinos abordan temas que afectan directamente a los habitantes de la Palestina ocupada por Israel, a los que viven en la propia Israel y a los que se encuentran en el exilio. Estos artistas usan el hip hop para tratar temas como el patriarcado, las drogas, la violencia, la corrupción y la brutalidad policial. A diferencia de los ideales del rap estadounidense, los raperos palestinos se centran en exponer las condiciones de vida del pueblo palestino, y en especial el rechazo de su derecho a la autodeterminación en su propia tierra. El nacionalismo palestino es una parte clave del hip hop palestino.
Por ejemplo, las canciones "Who is the Terrorist" ("¿Quién es el terrorista?") de DAM y "Free Palestine" ("Palestina Libre") de los Hammer Brothers abordan las condiciones de vida de los palestinos en los territorios ocupados y en Israel. En lugar de rendirse a la violencia que les rodea, los cantantes de hip hop palestino tratan de difundir sus mensajes políticamente concienciados al mundo que les rodea.

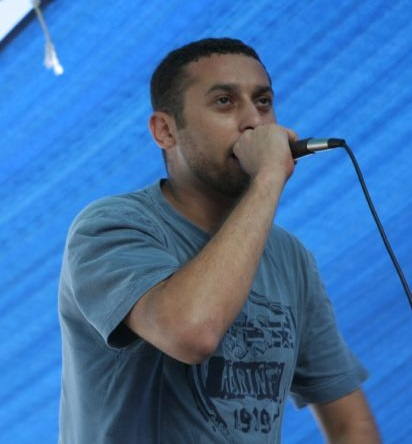
Tamer Nafar, líder del grupo DAM.

### Conflicto palestino-israelí
Los raperos palestinos han sido bastante explícitos en sus críticas a la situación actual del conflicto palestino-israelí, como por ejemplo en la canción "¿Quién es el Terrorista?" de DAM. Estos raperos denuncian la "paradoja inherente en la idea de un Estado que afirma ser tanto democrático como judío".

### Condiciones de vida
Todo los artistas palestinos, indiferentemente de si están dentro de Palestina o en el extranjero, han cantado sobre su experiencias vitales como palestinos. El rapero Mahmoud, que vive en Israel, describe su experiencia cuando afirma que "siempre que camino por las calles, mi enemigo se topa conmigo en su ignorancia, me exige mi carné de identidad, ve que soy un árabe. Le enfurece. Empieza a interrogarme, me dice que soy sospechoso de ser un terrorista".De igual manera, en la canción, "Quién es El Terrorista", DAM describe situaciones tangibles cuando rapean: "¿Arrastrándote por la tierra, oliendo los cuerpos putrefactos? ¿Casas demolidas, familias perdidas, huérfanos, libertad con grilletes?". Arapeyat, un dúo de raperas de Acre, en Israel, trata sobre los retos de la comunidad palestina rapeando "¿qué le está pasando a nuestra sociedad? Nos estamos encarcelando nosotros mismos, con crímenes y con drogas, necesitamos un cambio ya".

### Establecimiento de un Estado independiente
Numerosos raperos palestinos han abordado la necesidad y el derecho de establecer un Estado palestino independiente en los territorios palestinos ocupados por Israel. Para ellos, "la liberación de Palestina es obviamente una de las piedras angulares de su identidad (...) Su música trata no solo de asuntos de identidad cultural sino también de geopolítica global".

### Orgullo y unidad palestinos
Para muchos raperos palestinos, y en especial para los de la diáspora palestina en el extranjero, el principal objetivo de su música es despertar consciencias. En su canción "Prisoner" ("Prisionero"), DAM habla de que "nuestro futuro está en nuestras manos, todavía existe el bien en el mundo, hermanos míos, el cielo es muy amplio, volad, hermanos míos". La canción "Born Here" ("Nacido Aquí") lanza un mensaje similar cuando dice: "cuándo dijimos que debíamos permanecer cogidos de la mano no hablábamos de un solo dedo, porque para conseguir el poder debemos estar todos juntos". El objetivo de muchos raperos palestinos es dar esperanzas a su pueblo. Es el caso de la canción "Sarah," del rapero palestino (aunque nacido en los Emiratos Árabes Unidos) Ortega Da ALCz, que grabó con Rim Banna esta canción promocional.

## Raperos palestinos

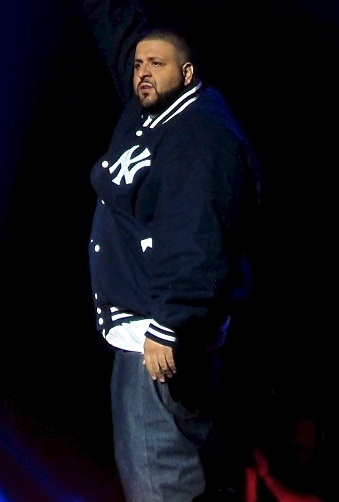
El rapero palestino-estadounidense DJ Khaled.

El hip hop palestino no se limita a los territorios palestinos ocupados, puesto que a lo largo de todo el mundo han surgido raperos y grupos de hip hop que se consideran a sí mismo palestinos. Estos "cantantes de hip hop árabe-estadounidenses y palestino-estadounidenses son parte de un movimiento transnacional de hip hop que incluye a los jóvenes artistas de Israel/Palestina".
En la Franja de Gaza destacan Ortega Da ALC'z (Alhassan), que ha grabado numerosos álbumes y reside en los Emiratos Árabes Unidos, MC Gaza (de nombre Ibrahim Ghunaim), Palestinian Rapperz (con actuaciones en lugares tan dispares como Dublín o Dubái) y MWR. Sus temas más habituales son las condiciones de vida extremas de la Franja de Gaza y los conflictos del día a día, tratando de imprimirle una expresión positiva a sus canciones.
Por otro lado, raperos como Saz y The Happiness Kids hablan sobre las experiencias de los jóvenes palestinos en Cisjordania. Ettijah es un grupo de rap femenino del campamento de Dheisheh, en Cisjordania. Muqata'a, original de Ramala, actuará en el Sónar 2019 y ha protagonizado artículos en diarios como el británico The Guardian o el israelí Haaretz.
Por su parte, DAM (que proviene de Lod), Arapeyat (de Acre) Mahmoud Shalabi (también de Acre) rapean sobre la vida de los palestinos que viven en Israel y sobre la unión de los palestinos en la diáspora, en Palestina y en la propia Israel. 
A nivel internacional destacan los raperos palestino-estadounidenses DJ Khaled, Fredwreck, Saint Levant, Excentrik, the Philistines, Iron Sheik, Ragtop y The Hammer Brothers, quienes suelen abordar temas como la discriminación racial por parte de la policía y, más en general, la discriminación contra los árabes en los Estados Unidos, así como expresan su solidaridad con los palestinos de los territorios palestinos ocupados y de la diáspora. El grupo de hip hop palestino Refugees of Rap, que reside en París, nació en 2007 en el campamento de refugiados de Yarmouk, en Siria. Sus textos ofrecen una visión de la vida en el campamento y denuncian la situación actual en Siria. Shadia Mansour es una rapera británica de origen palestino que ha llamado la atención en Europa sobre el hip hop palestino.

## Medios de comunicación
La directora estadounidense Jackie Salloum grabó en 2008 un documental titulado Slingshot Hip Hop (El Hip Hop de la Honda), que narra la historia y el desarrollo del hip hop palestino en Israel, Cisjordania y la Franja de Gaza desde los inicios de DAM a finales de los años noventa. En el documental aparecen, entre otros, DAM (Tamer Nafar, Suhell Nafar y Mahmoud Jreri), Palestinian Rapperz (Mohammed al Farra, Motaz Alhweihi y Mahmoud Fayad), Mahmoud Shalabi, Arapeyat (Nahwa Abed Al'Al y Safaa Hathoot), WEH (Alaa Bishara, Adi Krayem y Anan Kseem), Abeer al Zinati e Ibrahim Abu Rahala. El documental se proyectó en el Festival de Sundance de 2008.